# Culto decadario

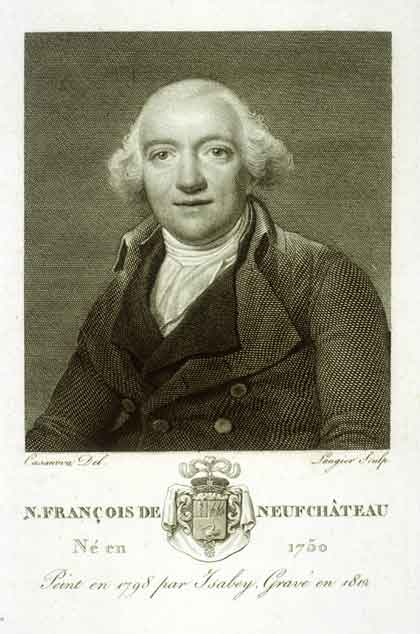
François de Neufchâteau estableció el Culto Decadario como religión estatal semioficial por decreto el 6 de septiembre de 1798.

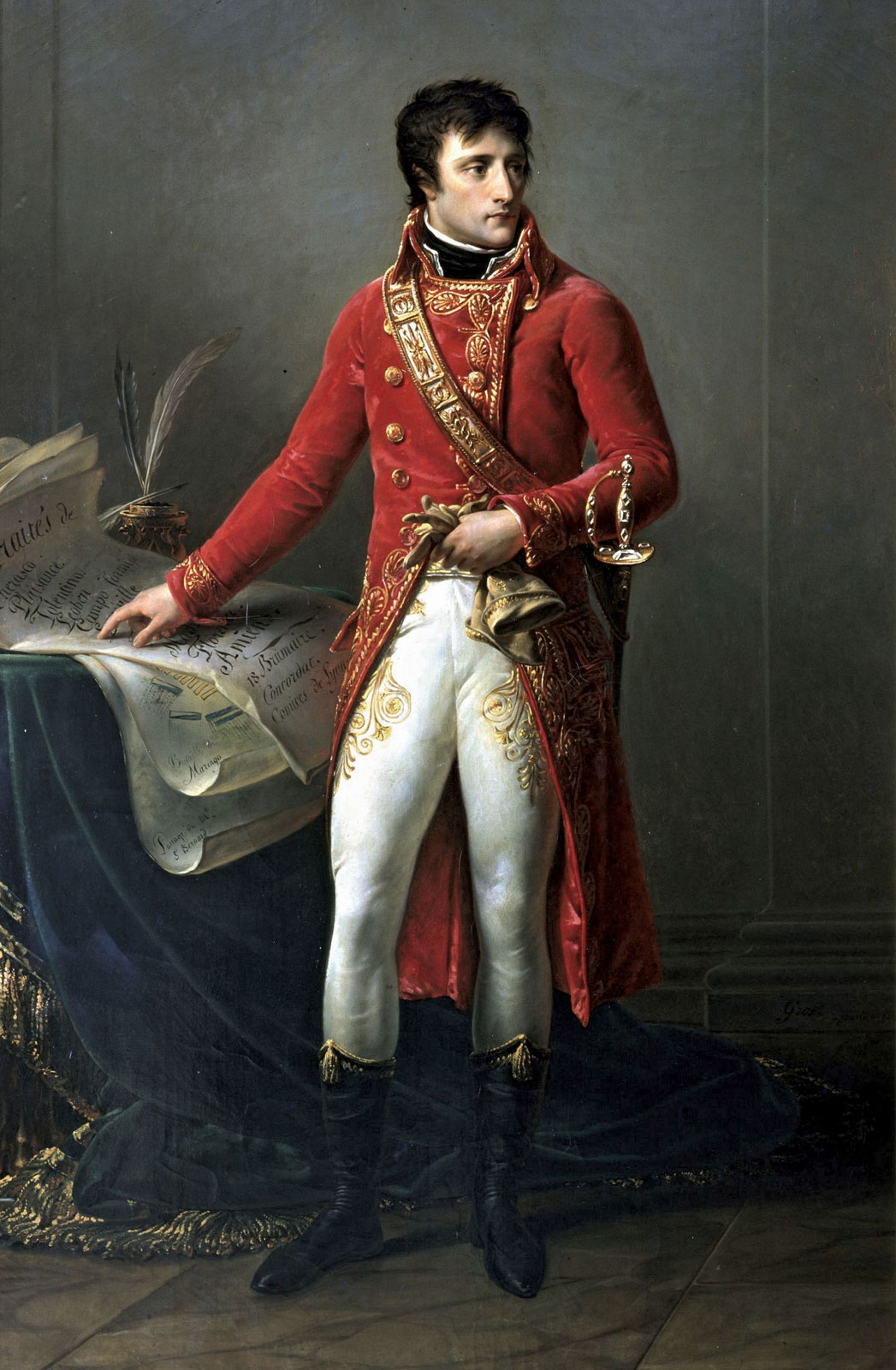
Después de su ascenso al poder como Primer Cónsul en 1799, Napoleón Bonaparte puso fin al Culto Decadario y restableció la Iglesia católica como religión principal en Francia.

El Culto decadario, o Culto del Décimo Día (en francés: Culte décadaire) era una religión semioficial de Francia durante el período de Directorio de la Revolución Francesa, destinada a ofrecer una alternativa no cristiana después de la  descristianización del país. Sustituyó el culto  cristiano dominical por una fiesta casi religiosa en el día de descanso de la semana de 10 días del calendario republicano francés.
El Culto decadario era un sistema de practicar una religión basado en festivales, las llamadas fêtes décadaires, que se celebraban cada décadi, el día de descanso en la semana de 10 días del calendario republicano. Además, había un ciclo de festivales anuales, en los que se celebraban diversos temas como la juventud, la vejez, la fundación de la República Francesa y la ejecución de Luis XVI. Los festivales incluían el canto de canciones patrióticas, banquetes, juegos y la entrega de premios. Eran eventos patrióticos altamente politizados, destinados a promover las normas y valores republicanos entre la población.[3]

## Historia
En el período revolucionario francés se produjeron varios intentos de establecer una religión civil cuasi oficial, a pesar de la separación formal entre el Estado y la religión consagrada en la Constitución del Año III de 1795. Estos incluían el Ser Supremo de 
 Robespierre, el Culto de la Razón y, durante el período posterior al Terror, el Culto decadario y la Teofilantropía.

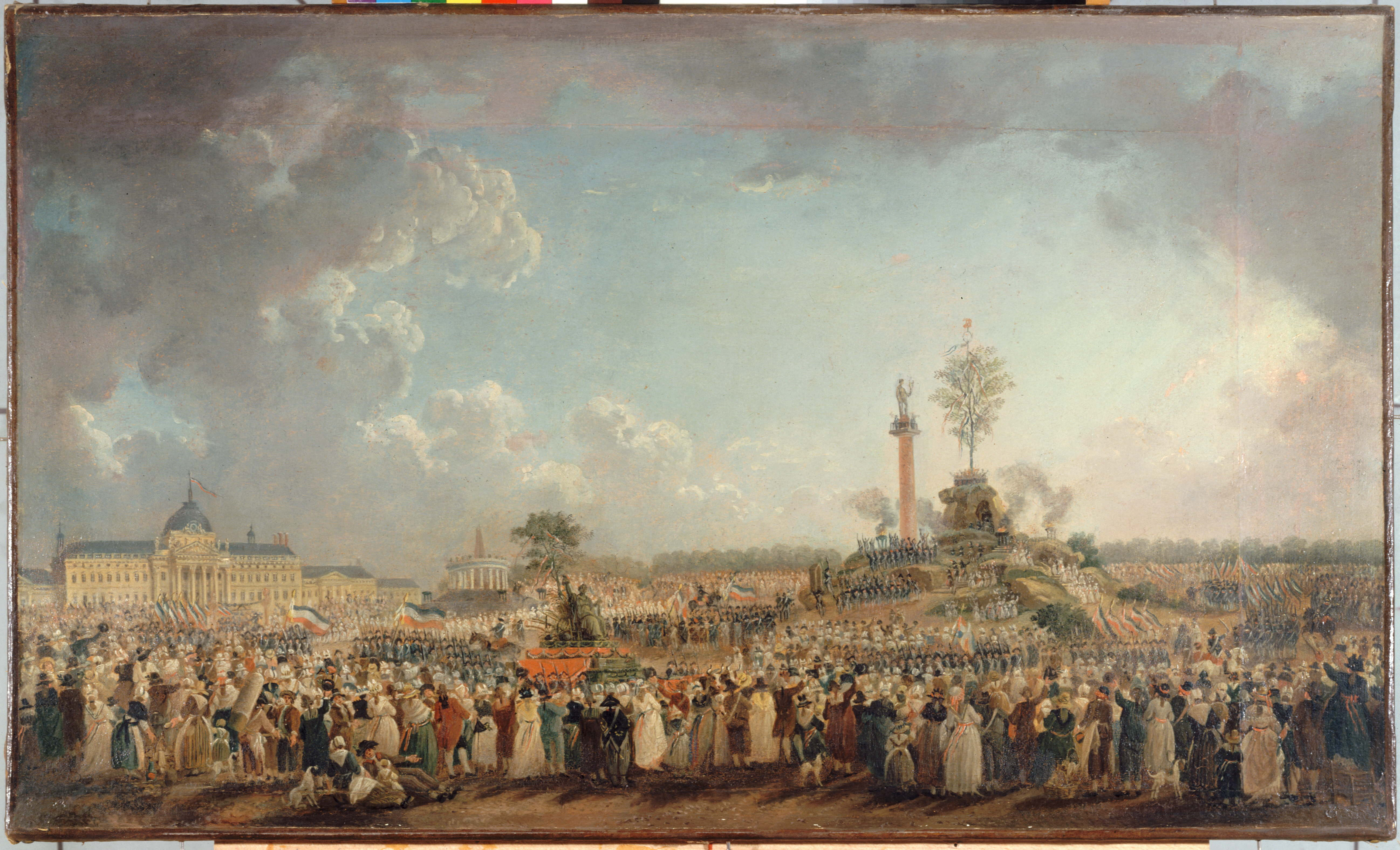
Fiesta del Ser Supremo en el Campo de Marte (París), que tuvo lugar el 20 de pradial del año II - 8 de junio de 1794. Pintura de Pierre-Antoine Demachy.

Las fêtes décadaires se hicieron populares tras la adopción del calendario republicano francés en octubre de 1793. Jean-Baptiste Charles Matthieu, miembro del Comité de Salvación Pública, presentó un proyecto de ley que instaba a la celebración de fiestas locales en toda Francia en los 36 décadis(decadictos) del año. Maximilien Robespierre adoptó con entusiasmo el plan de Matthieu y dirigió un gran festival dedicado a su culto  deísta del Culto al Ser Supremo el 8 de junio de 1794, el decadicto de 20 pradial del año II.
El Culto Decadario fue establecido oficialmente por las leyes del 17 Thermidor (4 de agosto de 1798), 3 Fructidor (20 de agosto) y 23 Fructidor (9 de septiembre), y por el decreto de Nicolas François de Neufchâteau del 20 Fructidor (6 de septiembre de 1798). Sin embargo, pronto fue superada por la Teofilantropía, una secta deísta promovida por Louis Marie de La Révellière-Lépeaux que rápidamente ganó popularidad tras el golpe de Estado del 18 Fructidor en 1797. Después del golpe de Estado del 30 Pradial del año VII (1799) y la renuncia de La Révellière al  Directorio en 1799, la Teofilantropía cayó en desgracia y hubo un retorno a la forma original del Culto Decadario.
El ascenso al poder de Napoleón Bonaparte con el golpe de Estado del 18 de brumario y el establecimiento del  Consulado en 1799 terminó efectivamente con el culto decadario, ya que Napoleón pasó a restablecer la Iglesia católica en los años siguientes, lo que condujo al Concordato de 1801. Un decreto sobre el 7 Termidor del Año VIII (26 de julio de 1800) terminó con el culto a los ciudadanos franceses; solamente los funcionarios del gobierno seguían obligados a asistir a estos eventos. Los templos del culto fueron abandonados y únicamente se siguieron observando dos fiestas nacionales: 14 de julio (Día de la Bastilla) y 1 Vendemiaire (Día de Año Nuevo en el calendario republicano). Sin embargo, ya no se utilizaban para promover los valores republicanos. Napoleón abolió el calendario republicano en 1805.